# Sclerocactus nyensis
Sclerocactus nyensis ist eine Pflanzenart der Gattung Sclerocactus in der Familie der Kakteengewächse (Cactaceae). Der Name nyensis bezieht sich auf das Nye County in Nevada, dem Hauptverbreitungsgebiet dieser Art. Englische Trivialnamen sind „Nye Fishhook Cactus“ und „Highland Desert Cactus“.

## Beschreibung
Der kugelförmig wachsende Sclerocactus nyensis erreicht Wuchshöhen von 5 bis 12 cm lang und Durchmesser von 3 bis 10 cm. Die röhrenförmigen, rosa bis violettfarbenen Blüten sind bis 3,5 cm lang und 3 cm im Durchmesser. Die Blühperiode beginnt im Mai.
An einigen Standorten überschneiden sich Populationen von Sclerocactus polyancistrus mit Sclerocactus nyensis. Die unterschiedliche Blütezeit verhindert wahrscheinlich eine Hybridisierung. Sclerocactus nyensis ist Mitglied der Sektion Sclerocactus. Die Art ist bei trockenem Stand winterhart bis minus 20 °C. Die wurzelechte Kultivierung in Europa ist schwierig. Jedoch ist die Pfropfung auf frostharte Unterlagen wie Echinocereus-Arten oder Opuntia-Arten erfolgreich. Für das Glashaus ist z. B. Eriocereus jusbertii zu empfehlen. Allerdings verlieren die gepfropften Pflanzen ihr natürliches Aussehen.

## Verbreitung
Sclerocactus nyensis ist in der „Great Basin Wüste“ in Nevada auf flachen Hügeln in Höhenlagen zwischen 1550 und 1800 Metern verbreitet. Vergesellschaftet ist diese Art oft mit Sclerocactus polyancistrus, Escobaria vivipara var. desertii, Micropuntia-Arten und Yucca brevifolia.

## Systematik
Die Erstbeschreibung durch Fritz Hochstätter unter dem Namen Sclerocactus nyensis ist 1992 veröffentlicht worden.
Die Art Sclerocactus nyensis wird innerhalb der Gattung Sclerocactus in die Sektion Sclerocactus gestellt.
Synonyme sind Sclerocactus spinosior subsp. nyensis Lüthy (2007, nom. inval. ICBN-Artikel 33.4) und Sclerocactus spinosior subsp. nyensis Lüthy (2008).

## Gefährdung
Sclerocactus nyensis wurde auf Antrag Hochstätters beim 12. Meeting der Cites-Vertragsstaaten-Konferenz in Santiago de Chile 2002, in Anhang I des Washingtoner Artenschutzabkommens zum Schutz gefährdeter Arten aufgenommen. In der Roten Liste gefährdeter Arten der IUCN wird die Art als „Endangered (EN)“, d. h. als stark gefährdet geführt.

## Bilder
Sclerocactus nyensis:

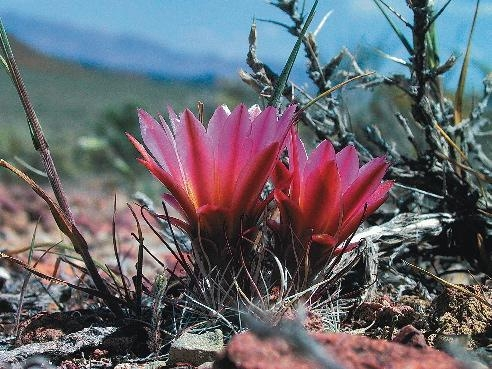
Gut getarnt zwischen Wüsten-Beifuß.
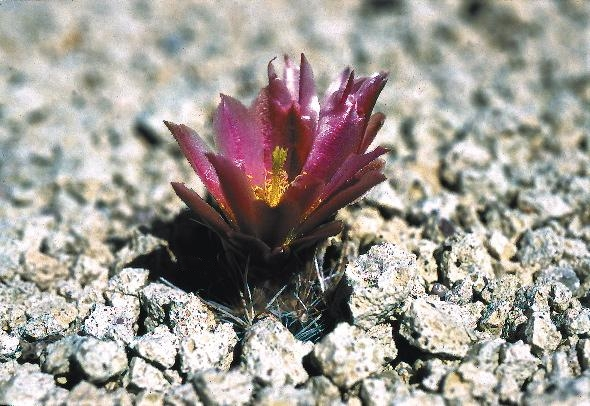
Jungpflanze in Nevada.
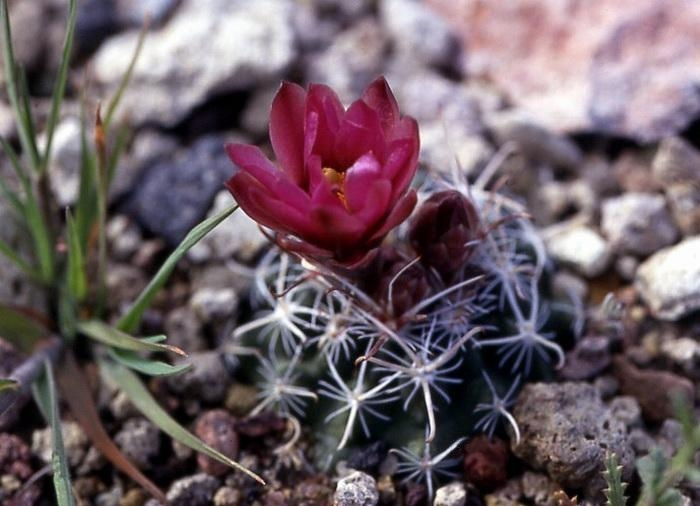
Mitte Mai in Blüte.
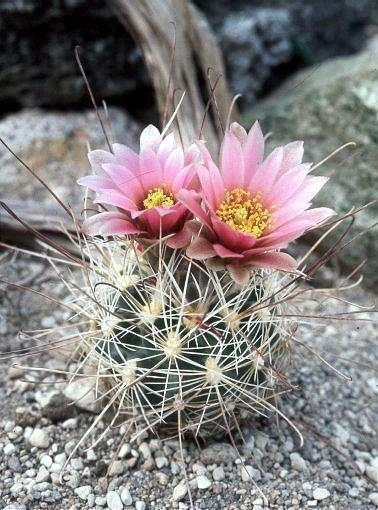
In Kultur.